# Comeback Kid
Comeback Kid, communément abrégé CBK, est un groupe de punk hardcore canadien, originaire de Winnipeg. Leur nom s'inspire d'un titre de couverture parlant du comeback du joueur de hockey Mario Lemieux à la LNH. Le groupe est formé en 2000 par Andrew Neufeld et Jeremy Hiebert, membres du groupe Figure Four. Ils sont rejoints par leurs amis Scott Wade et Kyle Profeta, mais CBK devait en réalité être un projet parallèle.
Comeback Kid se produit notamment en France au Hellfest 2017 et 2022, sur la scène Warzone du festival. 

## Biographie

### Débuts (2000–2006)

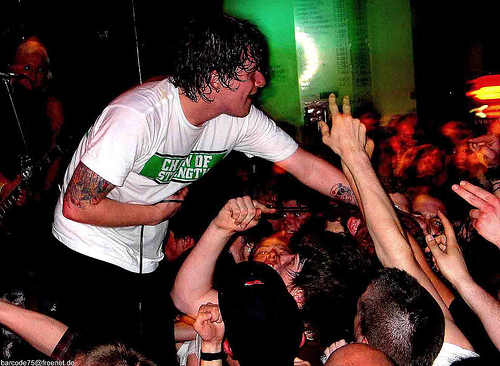
Comeback Kid à Münster en 2006.

Comeback Kid est formé en 2000 par Andrew Neufeld et Jeremy Hiebert, membres du groupe Figure Four. Ils sont rejoints par leurs amis Scott Wade et Kyle Profeta, mais CBK devait en réalité être un projet parallèle. Leur nom vient d'un article dans un journal sur le joueur de hockey Mario Lemieux lors de son comeback (retour) à la LNH. 
Leur popularité du début était principalement due au bouche à oreille relayé dans la scène metalcore et punk hardcore. Le groupe sort Turn it Around chez Records Facedown en 2003 avant de changer vers Smallman Records au Canada et Victory Records pour le reste du monde l'année suivante. En juillet 2004, Comeback Kid et Figure Four jouent au festival intérieur Hellfest tenu à Rexplex, dans le New Jersey, le samedi le 24 juillet, second jour du festival. 
À l'été 2005, CBK commence des tournées avec le groupe Rise Against. En mars 2006, Scott Wade quitte le groupe à la surprise générale. Il expliquera s'être lassé des tournées et fera son dernier concert avec Comeback Kid le 15 juin de la même année à Winnipeg. Il sera remplacé par Andrew Neufeld, déjà membre du groupe en tant que guitariste.

### Départ de Kevin (2007–2009)
Le mardi 20 novembre 2007, Kevin Call annonce dans un bulletin sur son MySpace qu'il quitte Comeback Kid. « La vie m'a demandé d'aller dans une direction différente - celle qui consiste à ne plus jouer de la basse dans Comeback Kid. Ces dernières années avec le groupe ont été les meilleures de ma vie. J'ai vu des endroits incroyables, ai lié des amitiés incroyables partout dans le monde, et ai tellement grandi en jouant dans ce groupe. Je remercie Andrew, Kyle, Jeremy, Scott, Greg, et Casey pour m'avoir offert le privilège de faire de la musique avec eux et de me produire à travers le monde. Je remercie également toute personne qui a joué un rôle dans ce groupe - si vous avez fait un stage diving, avez acheté un disque, ou nous avoir poussé en avant afin de faire de Comeback Kid le groupe qu'il est aujourd'hui. Je souhaite bonne chance au reste de la bande. Nous allons jouer ce qui sera mon dernier show à la mi-décembre, incluant un spectacle dans ma ville natale de Minneapolis. Donc gardez un œil pour eux. Merci et au revoir. »
Call est remplacé par Matt Keil, ex-membre du groupe Hjelmberg. Deux ans plus tard, ils tournent en Asie du Sud-Est et Amérique du Sud pour la première fois. En 2008, ils publient un CD/DVD intitulé Through the Noise. Le DVD comprend un documentaire des six premières années de Comeback Kid. Le CD est une performance audio enregistrée à Leipzig, en Allemagne.

### Symptoms and Cures(2010–2012)

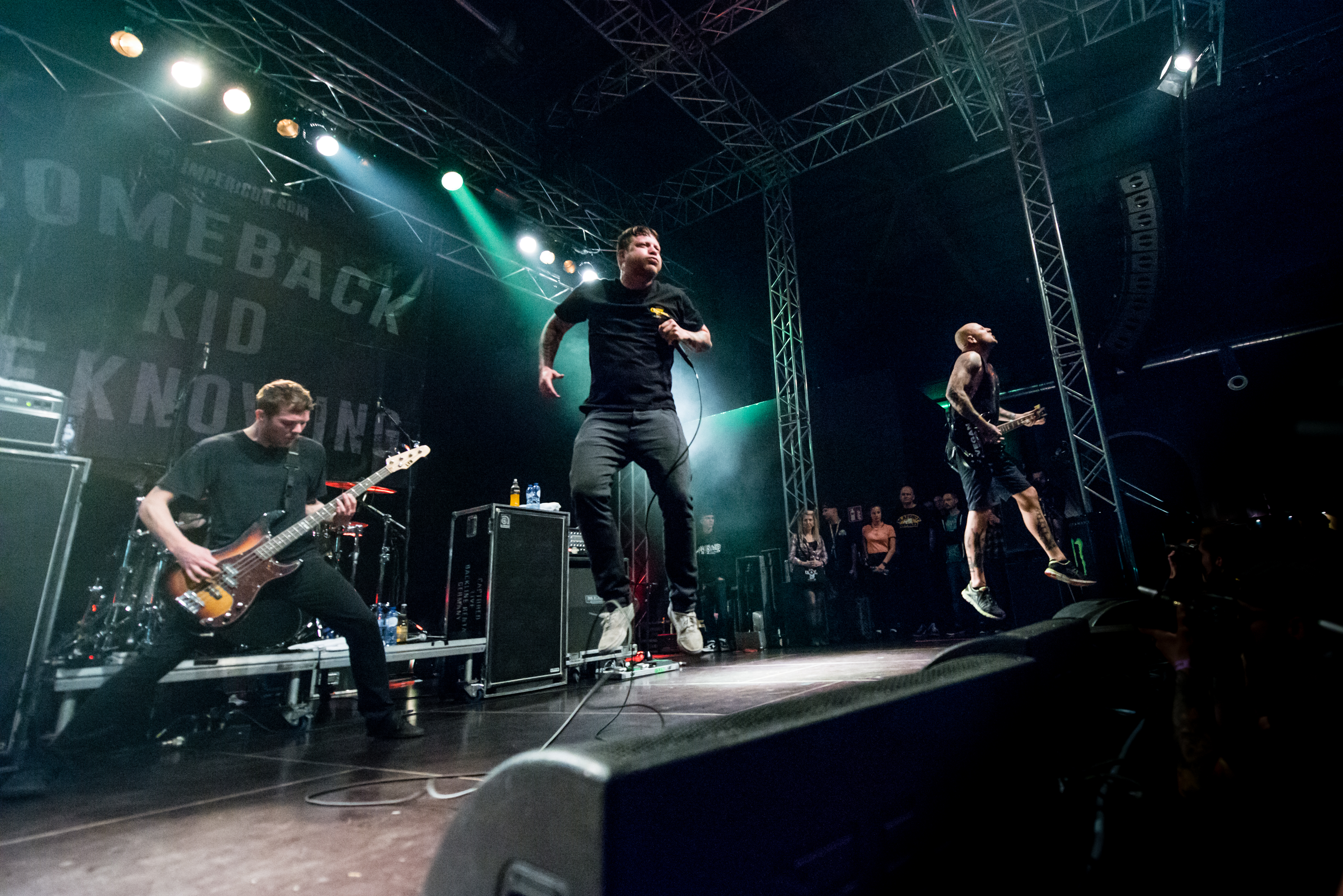
Comeback Kid au Impericon Festival, en 2015.

Après deux ans de tournée internationale, le groupe passe toute l'année 2010 à enregistrer son quatrième album, Symptoms and Cures, publié au Canada par Distort Entertainment et à l'international par Victory Records. Au début de 2012, le guitariste Casey Hjelmberg annonce son départ du groupe. 

### Die Knowing(depuis 2013)
Stu Ross de Misery Signals/Living with Lions le remplace à la guitare. Neufeld confirme un nouvel album en cours d'écriture. Ils annoncent une tournée spéciale dixième anniversaire de leur sortie de l'album Turn it Around, avec leur ancien chanteur Scott Wade en 2013. Le 13 mai 2014, Kyle Profeta annonce son départ. Die Knowing atteint la 99e place des classements allemands.

## Membres

### Membres actuels
- Jeremy Hiebert – guitare (depuis 2002)
- Andrew Neufeld – chant (depuis 2006), guitare (2002–2006)
- Chase Brenneman – basse, chant (depuis 2021) (en tournée 2018 - 2021)
- Stuart Ross – guitare (chanteur de Living With Lions) (en tournée 2012)
- Loren Legare – batterie (depuis 2015)

### Anciens membres
- Scott Wade - chant (2002–2006)
- Cliff Heide - basse (2002–2003)
- Kevin Call – basse (2003–2007)
- Casey Hjelmberg – guitare rythmique (2007–2012)[10]
- Kyle Profeta - batterie (2002-2014)
- Matt Keil  basse, chœurs (2008–2014)
- Jesse Labovitz – batterie (2014–2015)

### Membres de tournée
- Joel Otte - basse
- Sean Lipinski - basse (temporairement)

## Discographie

### Albums studio
- 2003 : Turn it Around
- 2005 : Wake the Dead
- 2007 : Broadcasting...
- 2010 : Symptoms + Cures
- 2014 : Die Knowing
- 2017 : Outsider
- 2022 : Heavy Steps

### Compilations et Albums Live
- 2008 : Through the Noise (Concert enregistré à Leipzig en Allemagne, le 23 novembre 2007)

## Jeux vidéo
La chanson Wake the Dead est présente dans Burnout Revenge.